# George Tuska
George Tuska est un dessinateur de l'Âge d'or des comics américain né le 26 avril 1916 à Hartford (Connecticut) et mort le 15 octobre 2009.

## Biographie
George Tuska naît le 26 avril 1916 à Hartford dans l'état du Connecticut, dans une famille d'émigrés russes. Il étudie au "National Academy School of Art" à New York en 1939. Après avoir dessiné des bijoux quelque temps, il commence sa carrière dessinateur de comics en étant assistant sur le comic strip Scorchy Smith. En 1940, il travaille pour des studios ; d'abord celui de Will Eisner et Jerry Iger puis le Chesler shop. Ses séries sont publiées par de nombreuses maisons d'édition comme Fiction House, Harvey Comics ou Fox Comics. Il dessine parfois les aventures de Captain Marvel. Il retourne ensuite travailler pour Will Eisner et l'assiste sur Le Spirit. Durant la guerre, il est appelé sous les drapeaux mais il reste sur le sol américain.
Après guerre il dessine plusieurs séries pour Fiction House mais, surtout, il est l'un des dessinateurs vedettes du comics Crime Does Not Pay édité par Lev Gleason Publications. À partir de 1949, il travaille pour Timely sur des comics policiers, des westerns ou des récits de guerre. Il fournit aussi des planches à l'éditeur St. John. Dans le même temps il retrouve de 1954 à 1959 le strip Scorchy Smith dont il devient le dessinateur. À partir de 1959, il prend un autre strip, Buck Rogers dont il dessine le strip quotidien jusqu'en 1965 et la page dominicale jusqu'en 1967. 
À la fin des années 1960, il travaille pour Marvel Comics, principalement sur Iron Man. Il part ensuite chez DC. À partir de 1978, il signe les aventures de Superman dans son strip quotidien. Il garde la série jusqu'à sa retraite en 1993. Il meurt le 15 octobre 2009.

## Publications
- Marvel Comics
  - Namor
  - Bill Foster
  - Tales of Suspense
  - Luke Cage
  - X-Men
  - Ghost Rider
  - Amazing Detective Cases #10
  - Adventures on the Planet of the Apes
- DC Comics
  - Superman
  - Superboy
  - Challengers of the Unknown
- Captain Marvel Adventures (Fawcett Comics)
  - Green Lantern
  - Action Comics
  - Adventure Comics
  - Adventure Comics Digest
  - Adventures Into Terror
  - Adventures of the Fly, The 
  - House of Mystery
  - House of Secrets
  - Infinity, Inc.
- Alarming Adventures #1
- All-New Short Story Comics #2
- Amazing Adventures
- America's Best Comics
- Apache Trail
- Approved Comics
- Arizona Kid
- Astonishing
- Astonishing Tales
- Avengers, The #48
- Batman: The Sunday Classics, 1943-46 #nn
- Battle
- Battle Action
- Battlefield
- Battleground
- Best of DC, The
- Beware #3
- Black Diamond Western
- Black Fury
- Black Goliath
- Black Magic
- Black Rider
- Black Terror
- Blue Beetle
- Blue Ribbon Comics
- Boy Comics #30
- The Brave and the Bold,
- Bulls Eye Comics (Dynamic Publications)
- Captain America
- Captain Flight Comics
- Captain Marvel
- Captain Marvel, Jr.
- Casey-Crime Photographe
- Challengers of the Unknown
- Complete Book of True Crime Comics #[nn]
- Cowboy Action #11
- Creatures on the Loose
- Creepy
- Crime Does Not Pay
- Crime Exposed #4
- Crypt of Shadows
- Danger
- Daredevil
- Daring Adventures
- DC Special Blue Ribbon Digest #24
- Dead of Night
- Death-Defying 'Devil
- Defenders, The
- Desperado
- Detective Comics
- Double Life of Private Strong, The
- Dracula Lives
- Dynamic Comics
- Dynamo
- Dynamo, Man of High Camp
- Fight Comics
- Flame, The
- Frogmen, The
- Frontier Western
- Fury of Firestorm, The
- Giant-Size Doctor Strange #1
- Gigant #5/1980
- Girls' Love Stories
- Green Mask, The
- Guerrilla War
- Haunted Tales
- Hero For Hire #1
- Hawk, The
- Heart Throbs
- Hit Comics (Quality Comics)
- Iron Man
- Marvel Super-Heroes

### Personnages créés
- Dragon-lune
- Champions de Los Angeles
- Darkstar
- Shanna
- Senor Muerte (avec Steve Englehart)

## Récompenses
- 1966 : Prix Alley du meilleur comics géant pour T.H.U.N.D.E.R. Agents n°1 (avec divers auteurs)
- 1997 : Prix Inkpot